# Doris Stierli Haemmerli
Doris Stierli Haemmerli, née Doris Stierli le 1er septembre 1955, est une joueuse et entraîneuse suisse de volley-ball. 

## Biographie
Elle a suivi des cours de direction d'orchestre au Conservatoire de Lausanne où elle joue de l'accordéon. 
Doris Stierli commence le gymnase en 1971 et montre une prédisposition pour toutes sortes de disciplines sportives. Depuis 1976, après un stage d'un an, Doris travaille en qualité de professeure de sport au collège de Cheseaux-sur-Lausanne. 
À ses débuts en 1974, elle est exclue de la ligue nationale de volley en raison de sa petite taille (164 cm). Elle est cependant invitée peu après à rejoindre l'équipe de volly-ball suisse élite, où elle joue ensuite durant 10 ans (1975-1985). Elle effectue ainsi en tant que joueuse une carrière en ligue A et en coupe d'Europe avec le LUC. Elle participe à plus de 100 matchs en ligue suisse.
En parallèle de sa carrière de joueuse, Doris Stierli mène une carrière d'entraîneuse. 
Elle cofonde le Lausanne Université Club.
Elle reçoit une récompense au Swiss Volley Awards en 2006 pour son travail avec les jeunes et la relève dans le monde du volleyball suisse. Elle a transmis son engouement pour le volley ball à ses deux filles, Oriane et Marine qui jouent toutes les deux au VBC Cheseaux.
Le VBC Chéseaux a réintégré la ligue majeure en 2013, et l'appel à des joueuses internationales est envisagé en 2016 pour améliorer les scores. Le budget de cette équipe est de 230 00 chf.
En parallèle à sa carrière sportive, elle a suivi des cours de musique au Conservatoire de Lausanne et joue de l'accordéon. Ses centres d'intérêt inbudget de l'équipe est de 230 000 cluent également le folklore suisse alémanique.[pas clair] Elle est également propriétaire d'une ferme. 